# 貝克爾角
貝克爾角（英語：Becker Point），是南極洲的海岬，位於維多利亞地的斯科特海岸，處於丹頓山脈，在1994年由美國南極名稱諮詢委員命名，現時由南極條約體系管理。